# Француски гастро оброк
Француски гастро оброк уписан је у листу светске нематеријалне баштине 2010. године. Дефиниција Француског гастро оброка је да је то оброк за уживање, спој умећа човека у спремању хране и божанске природе која даје плодове земље. То је име за традицију уживања у укусима, прослава рођења, годишњица, венчања, то је јединство породице, пријатељство, узајамно поштовање и уважавање свих окупљених за заједничком трпезом.

## Опис
Овај оброк има свој репертоар рецепата, почиње већ куповином неопходних намирница, јер оне треба да буду свеже, домаће производње, најлепши и најквалитетнији дарови природе припремљени за уживање и памћење. Постављање стола, распоред седења, правила седења, начин постављања прибора, начин конзумирања хране, све је то део ритуала, део културе и живота Француза.

## Организовање стола
Француска трпеза је замишљена више као овалан сто, домаћин и домаћица седе једно преко пута другог, важнији гости ближе њима, они мање важни на крајевима стола. Седети за столом је прилика да покажете своје добро васпитање и добре навике (-bien elevee, лепо васпитан-).
Тањир стоји на средини, три виљушке лево, три ножа десно. Прибор изнад тањира је за дезерт. Највећа чаша је за воду, две мање поред су за црно односно бело вино, овална чаша са стопицом је за шампањац.

## Понашање за трпезом
Пожељно је посматрати шта други раде, јер лепо васпитане званице неће обраћати пажњу на грешке, а ако их и примете биће то са осмехом. Прибор за јело се користи споља ка унутра, најпре виљушка слева и нож здесна. Салвета стоји са леве стране тањира и поставља се на колена. Виљушка се држи у левој руци, а нож у десној, с тим да се она сме користити десном руком под условом да се одложи нож. Хлеб се користи да би се „погурала“ храна на виљушку. Хлеб се ломи прстима, никако се не треба гристи нити сећи ножем. Послужење иде од једног госта до другог, сипа се увек мало ма колико да је човек гладан, жваће се мирно, без звукова. Са обедовањем се почиње тек пошто су сви послужени. Никако се не соли јело пре него што се проба.
Леђа треба држати право, лактове треба држати уз тело, не окрети леђа људима који седе поред, свима се треба пријатно обраћати. На столу није препоручљиво остављати личне ствари, мобилни телефон, наочаре и слично. Уста се бришу пре и после конзумирања пића, салвета се држи лагано обема рукама, приликом конзумације пића глава се не забацује уназад, већ се пије по мало. Гости не треба да сами себи сипају пиће, поготово не даме. Прстима се сме јести само бисквит, сув колач, грожђе и трешње. Газдарица може да одобри да се једе прстима ако нуди гостима голубије месо или жабље батаке. У том случају поред тањира би биле сервиране посудице овалног облика са млаком водом и кришком лимуна за прање прстију.
Све би требало јести виљушком, чак и компот. Кашичица се користи само за чоколадну пену. Треба појести све из тањира, зато се сипа по мало од свега. Током жвакања хране, прибор се одлаже на тањир, а руке се тада држе мирно на крилу.

## Делови оброка
Оброк подразумева више делова, најпре коктел или предјело, ситне грицкалице, маслине или слано пециво, уз које се пије кратко жестоко пиће, аперитив. Главно јело се састоји из више делова: риба, месо, па поврће које може да буде топло или хладно сервирано. Између јела се сервира салата. Уз бело месо (пилетина, ћуретина) пије се бело вино, а уз црвено месо (говеђе, јунеће) црвено вино. Уз дезерт се пије шампањац. Уз кафу се сервира и пиће на самом крају обеда, такозвани дигестив. То може бити неки коктел, ликер, коњак или ракија.
Гастрономија је начин окупљања и прослављања лепих тренутака за столом уз обилно јело и пиће, са породицом или пријатељима. Гастроном је особа која негује навике и начин француског оброка, особа која усавршава своја знања и преноси их другима усменим путем или записивањем.
Николас Беноа један од награђиваних и поштованих француских кувара каже да француски гастро оброк не треба да буде ни компликован ни недоступан. Треба да садржи свеже и квалитетне домаће производе, да их лако могу припремити и уживати у њима. „Храну треба спремати да бисмо је заједно појели, да све то запамтимо и сачувамо у сећању”.